# Maestro Enrique

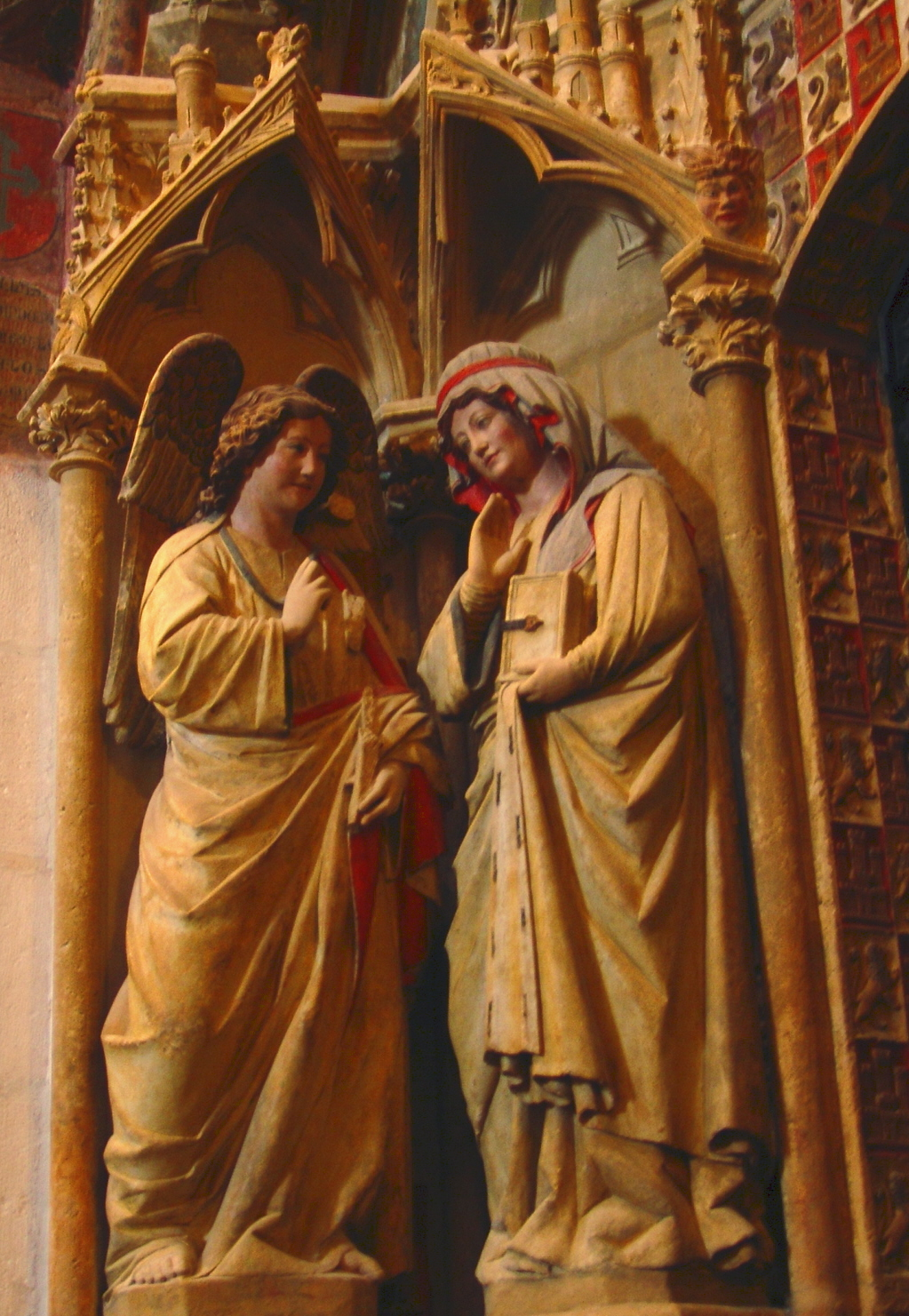
Grupo de la Anunciación, portada del claustro de la catedral de Burgos.

Maestro Enrique (muerto en Burgos en 1277) es la denominación que dan las fuentes medievales al maestro de obras al que se deben buena parte de la traza y algunos elementos escultóricos de las catedrales de Burgos y de León. Se supone que provenía de Francia, donde habría aprendido y, probablemente, desarrollado su oficio.
Se especula con la posibilidad de identificarlo con el maestro anónimo que realizó, entre otras intervenciones en edificios de la región de Île de France, una fase de las obras de la basílica de Saint-Denis entre 1231 y 1245, por iniciativa de la reina Blanca de Castilla (madre de San Luis); y que sería la relación de ésta con el rey Fernando III el Santo (su sobrino) la causa de que se trasladara a Castilla en para reiniciar las obras de Burgos en 1250 (estaban paradas desde la década anterior) y comenzar las de León, que eran de nueva planta (y son las que presentan mayor uniformidad de estilo con el Gótico radiante francés).

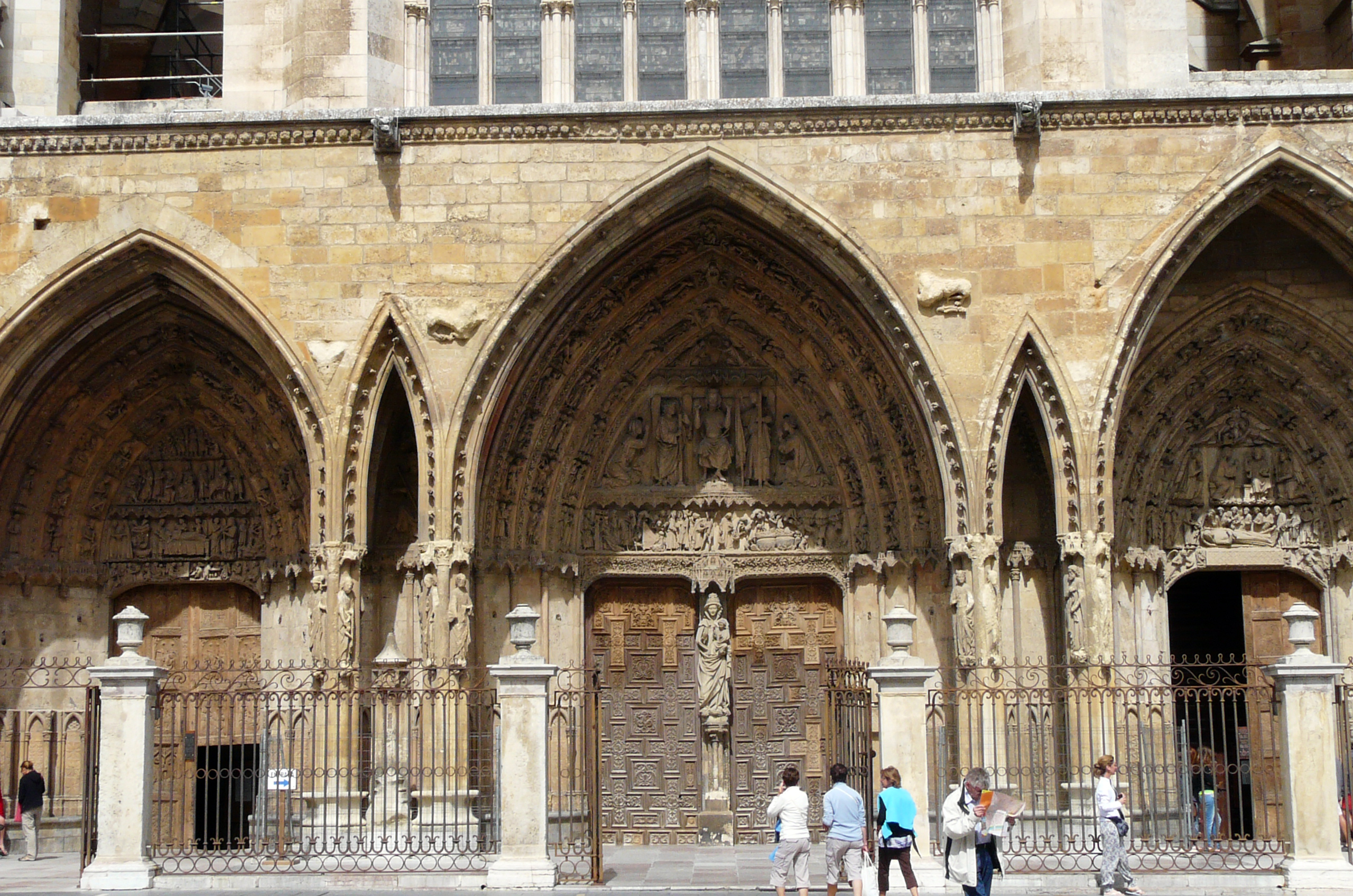
Pórtico occidental, catedral de León.
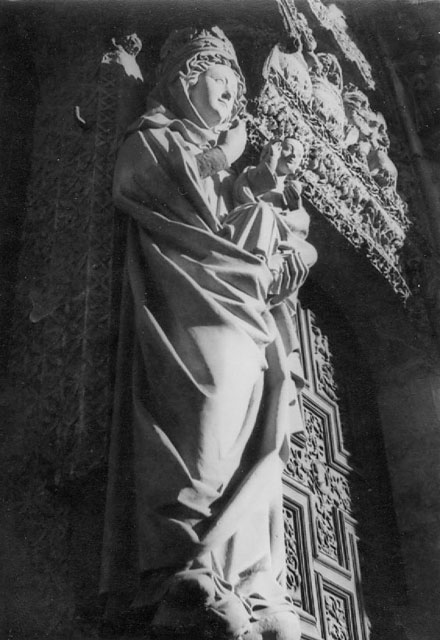
Virgen con Niño del parteluz, mismo pórtico (denominada "Nuestra Señora la Blanca" o "Virgen Blanca").
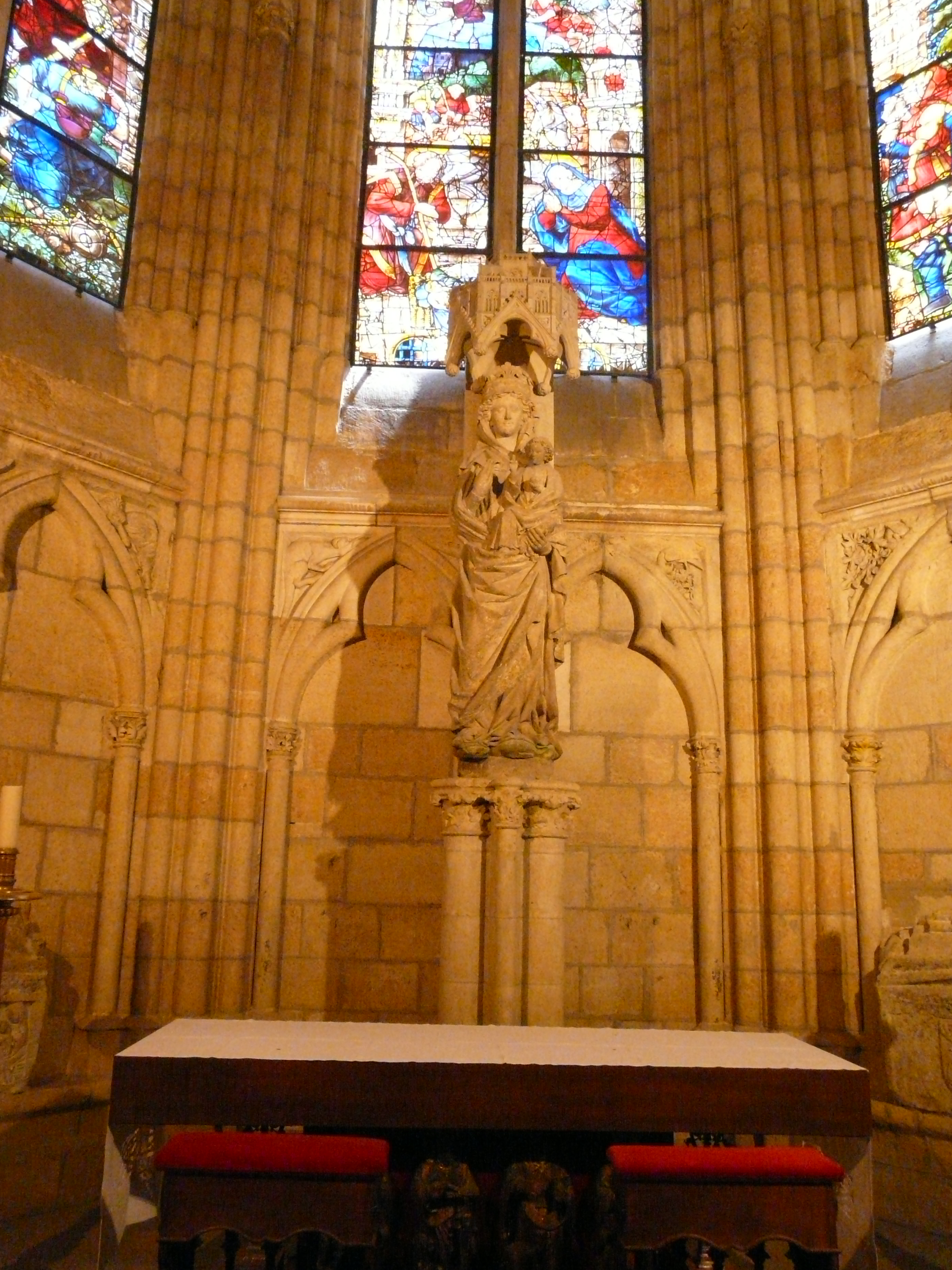
Capilla de la Virgen Blanca, interior de la catedral de León. En esta capilla de la girola se conserva desde 1954 la talla original, siendo la del exterior una copia de Andrés Seoane.
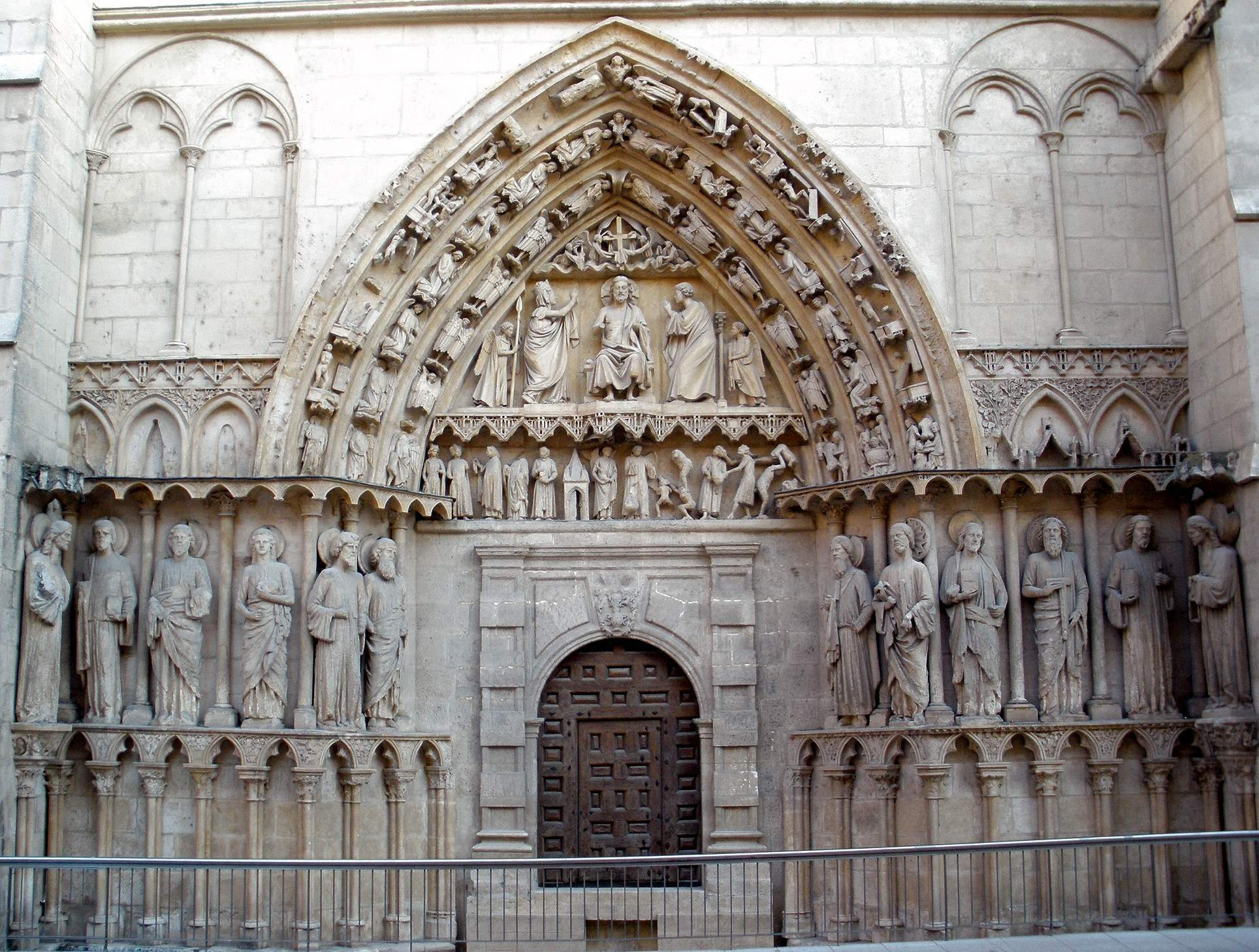
Puerta de la Coronería, catedral de Burgos.

## Otros maestros de nombre Enrique
Aparece denominado en las fuentes medievales como "maestro Anrique" el escultor y arquitecto del siglo XIV Enrique Egas, y así lo recoge Ceán Bermúdez y otros historiadores. Ha podido usarse la denominación "maestro Enrique" para cualquier escultor de ese nombre, como Enrique Galarza (autor de alguno de los principales pasos procesionales de Orihuela a mediados del siglo XX y maestro de Efraín Gómez Montón).
La denominación "maestro Enrique" es común para los músicos con ese nombre, como Enrique "el Cojo" (maestro de Manuela Vargas) Enrique Fernández Arbós, Enrique Montero Ruiz (Semana Santa en Chiclana de la Frontera#Banda de Música Municipal "Maestro Enrique Montero"), Enrique Jaso, etc.